# Issus praecedens
Issus praecedens är en insektsart som beskrevs av Walker 1857. Issus praecedens ingår i släktet Issus och familjen sköldstritar. Inga underarter finns listade i Catalogue of Life.